# Anthroposphäre
Anthroposphäre (gr.: anthropos – Mensch; sfära – Kugel) ist der vom Menschen geschaffene und beeinflusste Lebensraum, in welchem seine von ihm gebauten und betriebenen biologischen und technischen Prozesse stehen (zum Beispiel Siedlungen, landwirtschaftliche Nutzflächen und technische Infrastruktur wie Verkehrswege und Kraftwerke) und in dem seine Aktivitäten stattfinden (beispielsweise Ernähren, Wohnen, Arbeiten, Kommunizieren). Beispiele dafür sind Agrar-, Kultur- und Industrielandschaften in Städten und Dörfern.
Dieser Lebensraum kann auch als ein komplexes System von Energie-, Material- und Informationsflüssen verstanden werden.
In den gängigen Erklärgraphiken zu dem Begriff und seinen Nachbarbegriffen Geo-, Litho-, Bio-, Hydro-, Pedo-, Kryosphäre (gelegentlich auch Morpho- oder Reliefsphäre für Oberflächengestaltung und Relief), die vor allem die Geographie liefert, wird die Anthroposphäre in der Regel neben die anderen Sphären gestellt, als die Zusammenfassung der vom Menschen überprägten Bereiche der Erdoberfläche. Angesichts der Beobachtung, dass heute auf der Erdoberfläche kaum eine Stelle mehr existiert, die nicht anthropogen beeinflusst ist (da Luftschadstoffe überall auf der Erde abgelagert sind und Plastik alle Bereiche des Ozeans erreicht hat), erscheint dieses Daneben-Stellen der Anthroposphäre nicht mehr angemessen; die Anthroposphäre umfasst mittlerweile den gesamten Planeten und umschließt damit die durch die natürlichen Geofaktoren beschriebenen Sphären.